# Hexatoma gnava
Hexatoma gnava är en tvåvingeart som beskrevs av Alexander 1961. Hexatoma gnava ingår i släktet Hexatoma och familjen småharkrankar. Inga underarter finns listade i Catalogue of Life.